# La Guancha
La Guancha is een gemeente in de Spaanse provincie Santa Cruz de Tenerife in de regio Canarische Eilanden met een oppervlakte van 24 km². La Guancha telt 5.423 inwoners (1 januari 2016). De gemeente ligt op het eiland Tenerife.

## Demografische ontwikkeling
Bron: INE, 1857-2011: volkstellingen
Adeje · Arafo · Arico · Arona · Buenavista del Norte · Candelaria · Costa del Silencio · Fasnia · Garachico · Granadilla de Abona · La Guancha · Guía de Isora · Güímar · Icod de los Vinos · La Matanza de Acentejo · La Orotava · Puerto de la Cruz · Los Realejos · El Rosario · San Cristóbal de La Laguna · San Juan de la Rambla · San Miguel de Abona · Santa Cruz de Tenerife · Santa Úrsula · Santiago del Teide · El Sauzal · Los Silos · Tacoronte · El Tanque · Tegueste · La Victoria de Acentejo · Vilaflor de Chasna